# 藤原遼太郎
藤原 遼太郎（ふじわら りょうたろう、1996年4月5日 - ）は、愛知県出身の社会人野球選手（投手）。右投右打。矢場とん硬式野球部（矢場とんブースターズ）所属。身長 176 cm、体重 78 kg

## 来歴
東京高等学校を経て、2015年に高千穂大学に入学した。
2019年に大学を卒業後、株式会社矢場とん硬式野球部（矢場とんブースターズ）に加入。

## 特徴
身長176cmと決して大きくはないが、サイドハンドからMAX148kmの直球を軸にカットボールやスライダーを中心に打者を打ち取る。
大学3年時の春季リーグ戦初登板時から自チームがリードしている終盤(7～9回)の登板が主であり、社会人入社後も抑え投手を務めた。
大学時は嶋田信敏と安部理、社会人では片貝義明に清家政和といった多くのプロ野球出身監督の指導を仰いだ。
現役引退後は母校である東京高等学校硬式野球部に戻り、コーチを務める。